# Irv Small
Irving Wheeler Small, detto Irv (Cambridge, 19 luglio 1891 – Monrovia, 12 dicembre 1955), è stato un hockeista su ghiaccio statunitense.

## Palmarès

### Olimpiadi invernali
- Argento a Chamonix-Mont-Blanc 1924 nell'hockey su ghiaccio.